# Rozhledna Salaš
Rozhledna Salaš se nachází u obce Salaš u Uherského Hradiště ve Zlínském kraji, v pohoří Chřiby. Je z ní pohled na okolní Chřiby, její kóta je v nadmořské výšce 366 metrů. Veřejně přístupná rozhledna s ocelovou konstrukcí a dřevěným obložením byla postavena mezi podzimem 2014 a srpnem 2015. Její tvar připomíná hasák, má výšku 21,1 metrů, vede na ni 112 schodů. Její stavbu zaplatil soukromý investor, návrh vyšel z architektonické soutěže od kanceláře CAD Projekt plus s.r.o. podle návrhu architekta Jana Smékala.